# 詩吟
詩吟（しぎん）は、漢詩や和歌などを独特の節回しで歌う芸能。吟詠（ぎんえい）、吟道（ぎんどう）とも呼ばれる。

## 特徴
歌のように詩をリズム・メロディに乗せるのではなく、詩文の素読（朗読）を基本とし、素読の後に特有のメロディ（節調）を加えることで詩情を表現する。
具体的には「はーるーこーおーろーおーのー、はーなーのーえーんー」と歌うのではなく、「はるゥーー（節調）こーろーのォーー（節調）、はなのォーー（節調）えんンーー（節調）」というように、語尾の母音を長く引き、そこで節調を行うことになる。
詩吟の対象は主に漢詩であるが、和歌・俳句・新体詩を吟ずることも少なくない。ただし長いものは好まれず、七言絶句が一般的である。

## 歴史
奈良時代の漢字伝来とともに、日本でも漢詩に節を付けて吟じるようになったとされる。直接の起源は、江戸時代後期に私塾や藩校で漢詩を素読する際に独特の節を付けたことである。特に、日田の咸宜園や江戸の昌平黌において行われていた節調が、多数の門人によって日本全国に広められた。
明治時代、明治天皇が詩吟を好んだことから詩吟が流行。詩吟に合わせて剣舞も演じられるようになる。大正から昭和初期にかけては、木村岳風・山田積善・立川銀涯・初代藤井宗斎といった吟詠家が活動し、現在の諸流派の祖となった。
戦争中は、詩吟は国威高揚に資するものとして奨励されていたが、戦後は、古今の名詩を味わい、美しい日本語をもって表現するという側面が前面に出されるようになった。このため、素読から始まった詩吟も、精神面に加え、アクセントや音楽性が重視されるようになっている。
昭和後期には三橋美智也・二葉百合子らが歌謡曲に詩吟を織り込んだ吟詠歌謡を発表。平成に入ってからは、二葉の弟子の石原詢子が詩吟入りの演歌を発売している。石原の楽曲「明日坂」はオリコン演歌チャート1位を記録した。
胸式・腹式の両方を使う特別な呼吸法を用いるため、健康法として取り上げられることもある。

## 公演
独吟といい、一人で吟ずるのが本来の姿であるが、複数人で順に吟ずる連吟や、合唱のように声を合わせる合吟といったかたちでの吟詠もよく行われる。
吟詠に剣舞・詩舞を伴うこともある。無伴奏が基本であるが、琴や尺八による伴奏を付けることもあり、21世紀初頭には、あらかじめ録音されたCDによる伴奏も普及した。
ある程度の規模の公演においては、企画構成吟（単に構成吟とも）が行われることがある。これは、特定の主題のもとに複数の吟目が組み合わされ、ナレーションやBGM、舞台照明といった演出にも工夫が凝らされる総合的な舞台芸術である。

## 流派
詩吟の流派は全国で3,000ほど存在する。詩吟の振興に関する全国的な組織には公益財団法人日本吟剣詩舞振興会・日本吟詠総連盟・日本コロムビア吟詠音楽会があり、各都道府県に支部がある。

## 学生吟
日本全国の大学には詩吟サークルが複数ある。例えば早稲田大学稲吟会・明治大学詩吟研究部・関西大学吟詩部・岡山大学吟詩部・関西学院大学吟月会・龍谷大学龍吟会はいずれも50年以上の歴史をもつサークルである。ほかの有名大学では東京大学詩吟研究会・慶應義塾大学慶吟会・東京農業大学農友会詩吟部・山口大学吟詠部・近畿大学詩吟部などが存在する。また、皇宮護衛官を養成する皇宮警察学校では、詩吟の授業が行われている。
これらの学生詩吟部を統括する組織として全国学生詩吟連盟（全吟連）が存在するが、西日本の大学が中心に活動しており、すべての詩吟部が全吟連に所属するわけではない。東京大学は漢詩研究がさかん、明治大学は詩吟団体との交流がさかんなどの特色がある。

## 詩吟と芸能人
石原詢子
詩吟宗家に生まれ、自身も詩吟揖水流（いすいりゅう）3代目家元を務める。詩吟を織り込んだシングル曲「明日坂」（2004年）はオリコン演歌チャート1位を記録した。そのほかにも全曲詩吟のアルバム『詢風〜吟詠の世界〜』（2018年）などを発表。コンサートや歌番組において吟詠を披露している。幼少のころより詩吟の稽古を受けており、第19回中部9県詩吟大会幼少年の部優勝(7歳)、日本コロムビア詩吟音楽会全国大会最優秀賞(11歳)など入賞歴多数。詩舞・剣舞の師範代でもあり、歌手業のかたわら東京と大阪を拠点に詩吟教室を開催している。
鳳恵弥
幼少期に詩吟を始め、全国大会4位入賞。2002年ミス・インターナショナル日本代表選出大会にて、特技として詩吟を披露した。
木村卓寛
祖父と父が師範であり、自身も師範代。「エロ詩吟」というネタでブレイク。しかし、このネタは詩吟への侮辱であると詩吟界から批判され、所属していた流派を除名された。
鈴華ゆう子
5歳より詩吟と詩舞・剣舞を習い、平成23年コロムビアレコード全国吟詠コンクール青年の部優勝。詩吟の師範でもある。
園田真紀
両親の影響で詩吟を習っている。木村のエロ詩吟に対抗して、女性目線のエロ詩吟を披露している。
高田真希
幼少期より詩吟と詩舞を学び、吟剣詩舞神鶯流に所属している。
トモ（テツandトモ）
詩吟を特技としている。
中島知子
家族が詩吟教室経営。本人も詩吟を特技としている。